# ニア・ヴァルダロス
ニア・ヴァルダロス（Nia Vardalos, 1962年9月24日 - ）はカナダ・マニトバ州ウィニペグ出身の女優。

## 来歴
ギリシャ系カナダ人の両親から生まれる。
ライアソン大学を卒業後、トロントの劇場のチケット売り場で働いていたある日の舞台で、演者の急病というハプニングに、芝居が頭に完璧に入っていた彼女をプロデューサーが代役として起用し、大成功を収めたことで劇団入りを果たし女優として活動し始めることになる。
1993年に俳優のイアン・ゴメスと結婚後にロサンゼルスに転居し、数々のテレビ番組に出演。
2002年には、イアン・ゴメスとの結婚のエピソードを基に執筆して自身が演じた一人舞台が『マイ・ビッグ・ファット・ウェディング』として映画化され、舞台同様に映画用の脚本も執筆し、自身が主演。インディペンデント作品ながら口コミで評判が広がり全米で上映館が拡大していき、結果的に8ヶ月のロングラン上映、2億ドルを超える興行収入を記録した。
この映画化の経緯には、舞台を観に来ていた女優のリタ・ウィルソンが感激し、夫のトム・ハンクスに勧めたことで舞台を観たハンクスも感激し、自身の制作会社である“プレイトーン・カンパニー”で製作することを申し出たというエピソードがある。
2003年にはこの作品の主人公夫婦のその後を、映画版の主要キャストが再結集して描くテレビシリーズ『マイ・ビッグ・ファット・ライフ』が製作された。
2004年には再び脚本を兼ねたコメディ『connie & carla コニー&カーラ』に主演。この作品では製作総指揮も務める。
2009年には脚本・主演を兼ねたロマンス・コメディ『I Hate Valentine's Day』で監督デビュー。この作品では『マイ・ビッグ・ファット・ウェディング』で主人公トゥーラの夫イアンを演じたジョン・コーベットが恋の相手役を演じている。
また2011年にはトム・ハンクスが監督・主演を務める『幸せの教室』でハンクスと共同で脚本を執筆した。
2008年に女の子を養子として迎えている。

## フィルモグラフィ

### 映画
| 製作年 | 邦題 原題                                                     | 役名                   | 備考               |
| ------ | ------------------------------------------------------------- | ---------------------- | ------------------ |
| 2002   | マイ・ビッグ・ファット・ウェディング My Big Fat Greek Wedding | トゥーラ・ポルトカロス | 兼脚本             |
| 2004   | connie & carla コニー&カーラ Connie and Carla                 | コニー                 | 兼脚本・製作総指揮 |
| 2009   | マイ・ビッグ・ファット・ドリーム My Life in Ruins             | ジョージア             |                    |
| 2009   | I Hate Valentine's Day                                        | Genevieve Gernier      | 兼監督・脚本・原案 |
| 2011   | 幸せの教室 Larry Crowne                                       | Map Genie              | 声の出演 兼脚本    |

### テレビ
| 放映年 | 邦題 原題                                            | 役名               | 備考                                     |
| ------ | ---------------------------------------------------- | ------------------ | ---------------------------------------- |
| 2003   | マイ・ビッグ・ファット・ライフ My Big Fat Greek Life | ニア・ポルトカロス | 役名が映画版のトゥーラから変更されている |